# آتوسا (دختر اردشیر دوم)
آتوساشاهزاده و ملکه هخامنشی تولد حدود ۴۰۰ پیش از میلاد-مرگ ۳۵۸ پیش از میلاد، دختر اردشیر دوم، همسر اردشیر سوم و مادر ارشک یازدهمین شاهنشاه هخامنشی بود.
تاریخ‌نویس یونانی پلوتارک (۴۶ - پس از ۱۱۹ پس از میلاد) به ازدواج او با پدرش اردشیر دوم اشاره کرده است اما ماریا بروسیوس، تاریخ‌نگار امروزی می‌نویسد: اتهام پلوتارک مبنی بر ازدواج اردشیر دوم با دو دخترش به هیچ وجه قابل تأیید نیست، اما با توجه به تمایل پلوتارک به شایعات درباری، به نظر می‌رسد این ازدواج‌ها بر انحطاط دربار ایران تأکید می‌کند که در به تصویر کشیدن کلیشه ای از زنان ایرانی به‌عنوان تشنهٔ قدرت و مکر چنین انحطاطی نشان داده می‌شود. هیچ فرزندی از این ازدواج‌های ادعایی اردشیر با دخترانش شده ثبت نشده است.
برخی از پژوهشگران آتوسا را با همای چهرزاد کیانی یکسان می‌دانند.

## نام
آتوسا، صورت یونانی Utauθa فارسی باستان و Hutaosā اوستایی است، احتمالاً به معنی «حیله‌گرِ خوب» یا «بخشندهِ خوب» است. ظاهراً آتوسا نامی رایج در دودمان هخامنشی بود. به استناد «شجره‌نامه شاه‌های کاپادوکیه»، علاوه بر نام خواهر کمبوجیه اول، هم آتوسا نام داشت. معادل‌های دیگر این نام، Hutaosā (در پهلوی Hudōs، در پارتی xwdws، در ایلامی ú-du-sa، در تاریخ طبری خطوس) است که هینتس Hutaosā را «خوش‌فَربه‌ران» (دارای ران‌های زیبا) ترجمه می‌کند؛ که به عقیده او، taosā به معنی «فربه‌ران» است. یوستی ارتباط میان هوتوسای اوستا و آتوسای یونانی را مخالف قوانین آواشناسی دانسته، اما واکرناگل و آندره‌آس و بارتولمه نظر او را رد کردند. آتوسا به معنی زبر دست در فرهنگ دهخدا ثبت شده است.

## زندگی
پسر بزرگ پروشات ارشک نام داشت و پسر دیگرش کوروش کوچک که چون در زمان سلطنت داریوش دوم متولد شده بود، ولیعهدی را حق خود می‌دانست. مادر نیز ظاهراً نسبت به او علاقهٔ بیشتری نشان می‌داد. مرگ داریوش دوم چون زودتر از آنچه انتظار می‌رفت روی داد و پروشات نتوانست پسر محبوب خود کوروش را به ولیعهدی برساند. شاید شاه نیز با این نقشهٔ پریزاتس موافق نبود. به هر حال با مرگ داریوش دوم در سال ۴۰۴ پیش از میلاد، ارشک با نام اردشیر دوم به سلطنت رسید. در سال ۴۰۱ پیش از میلاد، کوروش کوچک در طی نبردی به‌دست برادرش اردشیر دوم به قتل رسید. مرگ کوروش کوچک در داخل دربار همان اندازه که مایه اندوه و عزای پروشات (پریزاتس) مادر وی شد، برای استاتیرای یکم همسر اردشیر دوم، موجب خرسندی گشت اما استاتیرا جریمهٔ پیروزی و خرسندی خود را یکسال بعد در سال ۴۰۰ پیش از میلاد، با زهری که مادر اردشیر، پروشات، به او نوشانید، پرداخت. شاه از شدت خشم و تأثر در سوگ استاتیرا فرمان داد که از آن پس پروشات دیگر هرگز پیش چشم او ظاهر نشود اما باز در مواقع ضعف و درماندگی خویش، پی در پی از حضور و راهنمایی مادر کمک جست.

## فرضیه ازدواج با اردشیر دوم
علیرضا شاپور شهبازی نوشته است،
مادر اردشیر دوم، پروشات او را واداشت با دختر خود جفت آید و «به قانون و عقاید یونانیان اعتنایی نداشته باشد»، قانون و عقاید یونانی در اینجا اصلاً موردی ندارد یعنی پروشات اصلاً لازم نبوده است خاطرِ پسرش را از «عقاید و قوانین یونان)) آسوده کند. نه یونان در کار اردشیر نفوذی داشت و نه یونانیان زیردست اردشیر بودند که خاطر ایشان را نگه دارد و «کار مردم ناپسند» خود را برایشان توضیح دهد. آنچه در مأخذ پلوتارک آمده بوده است «عقاید و قوانین» بوده است و بس؛ یعنی مادر اردشیر به او می‌گوید: «تو شاهی، هر چه می‌خواهی بکن. دختر خود را هم به زنی بگیر، و به عقاید و قوانین اعتنایی نداشته باش.» این «عقاید و قوانین» عقاید و قوانین ایرانیان بوده است که پروشات هم مثل کمبوجیه دوم می‌خواهد نادیده بگیرد، و این خود دلیل بزرگی است بر اینکه عقاید و قوانین ایرانی مخالف چنان ازدواج‌هایی بوده است.
اگر به روایات موجود بتوان اعتماد کرد، پس از مرگ استاتیرای یکم، شاه به اصرار پروشات، آتوسا را بزنی گرفت. از چهار پسری که در زمان حیات اردشیر دوم باقی‌ماندند سه پسر از بطن استاتیرا بودند، به نام‌های داریوش و آریاسپ و اخوس و پسر دیگر آرشام نام داشت و شاه محبت فوق‌العاده‌ای نسبت به او داشت. فرزندان استاتیرا نسبت به یکدیگر رقابتی نزدیک به حسادت نشان می‌دادند. اردشیر، پسر بزرگش داریوش را ولیعهد کرد اما اخوس توانست با وعدهٔ ازدواج به خواهر خود آتوسا (که همسر پدرش نیز بود) او را با خود همدست کند و در صدد بود، بهر نحوی هست، داریوش و دیگران را از میدان بدر کند. اردشیر دوم پس از ۴۶ سال شاهنشاهی و در سال ۳۵۸ پیش از میلاد، در سن ۸۷ سالگی درگذشت و در این رقابت در نهایت اخوس پیروز میدان بود و بعد از پادشاهی نام اردشیر سوم را برخود گذاشت.
پلوتارک می‌نویسد:آتوسا توسط پدرش، اردشیر دوم (هخامنشی) به عنوان همسری به تیروز نجیب وعده داده شده بود. با این حال این خود پادشاه بود که عاشق دختر خود شد و حتی برخلاف تمام قوانین و آداب و رسوم ایرانی با او ازدواج کرد. اردشیر دوم قضات ایرانی را وادار کرد که به او اطمینان دهند که به عنوان پادشاه بزرگ، فراتر از همه قوانین است و اجازه دارد با هر کسی که می‌خواهد، از جمله دختر خودش، ازدواج کند. می‌گویند محبت او به او به حدی بود که حتی زمانی که جذام داشت با او همخواب بود. این زنا با محارم، که تا آن زمان بی‌سابقه بود، به‌طور قابل توجهی توسط ملکه مادر پروشات، که امیدوار بود نفوذ فزاینده ای بر پسرش داشته باشد، حمایت شد. بعدها [اردشیر دوم همچنین با دختر دومش آماستری ازدواج کرد.
پلوتارک می‌نویسد:در میان برادرانش، آتوسا از کوچک‌ترین اوخوس (بعداً اردشیر سوم)، در صف جانشینی، که گفته می‌شود با او رابطه پنهانی هم داشت، علیه بزرگ‌ترین برادر داریوش حمایت کرد. برای رسیدن به این هدف، او از رابطه خود با پدرش استفاده کرد تا اطمینان حاصل کند که اوخوس به تاج و تخت می‌رسد. اوخوس تاج و تخت را به دست گرفت، اما پس از مرگ او در سال ۳۳۸ قبل از میلاد، آتوسا مانند بسیاری دیگر از اعضای خانواده ترور شد.

### رد فرضیه ازدواج با اردشیر دوم
تاریخ‌نویس یونانی دینون که حدوداً بین ۳۶۰ و ۳۴۰ قبل از میلا مدتی در دربار هخامنشی اقامت داشته می‌نویسد: اردشیر دوم (شاهنشاه هخامنشی) عشق پرشوری نسبت به دخترش آتوسا (دختر اردشیر دوم) داشت و به تشویق همسرش پروشات با او ازدواج کرد. با این وجود مورخ یونانی هراکلیدس از سایم می‌نویسد که پادشاه نه تنها با دخترش آتوسا، بلکه با دختر بزرگترش آمستریس نیز ازدواج کرد. جوآن ام. بیگوود در مقاله ازدواج با محارم در ایران هخامنشی: اسطوره‌ها و واقعیت‌ها می‌نویسد: اخیراً مطرح شده است که این داستان‌ها می‌تواند نتیجه یک سوء تفاهم از تغییر در وضعیت یک دختر یا هر دو دختر در دربار اردشیر دوم باشد. با این حال، این روایت‌ها همچنین می‌توانند کاملاً تخیلی باشند. اینکه دو نویسنده یعنی هراکلیدس از سایم و دینون، باید در مورد اینکه آیا یک ازدواج وجود داشته یا دو با هم اختلاف نظر داشته باشند، مطمئناً شک برانگیز است. یک نظر یا هر دو باید اشتباه باشد. به همان اندازه شک برانگیز است که این داستان شباهت‌هایی با داستان هرودوت از ازدواج کمبوجیه دوم با دو خواهرش دارد. در داستان هرودوت ما اشتیاق غیرقانونی پادشاه به یکی از خواهران و نظر قضات سلطنتی دربار را داریم که می‌گویند پادشاه می‌تواند هر کاری را که می‌خواهد انجام دهد (یعنی او منبع قانون است). این در داستان دینون به اشتیاق غیرقانونی پادشاه برای ازدواج به دخترش تبدیل می‌شود و ملکه مادر پروشات به او یادآوری می‌کند که او از نظر الهی به عنوان منبع قانون منصوب شده است. به نظر می‌رسد دینون اردشیر دوم را به عنوان مبتکر ازدواج پدر و دختر در ایران هخامنشی به تصویر کشیده است، همان‌طور که کمبوجیه در داستان هرودوت مبدع ازدواج‌های برادر و خواهر است. گزارش هراکلیدس نیز، اگرچه ما حتی کمتر از نسخه دینون در مورد آن می‌دانیم، آشکارا ما را به یاد کمبوجیه می‌اندازد، زیرا در اینجا نیز ازدواج دو دختر از خانواده سلطنتی داریم. هیچ گونه مدرکی دال بر ازدواج اردشیر دوم و آمستریس وجود ندارد. یوزف ویزه‌هوفر (۱۹۹۶) می‌نویسد: ممکن است پس از مرگ همسر اردشیر دوم یعنی استاتیرای یکم، به دخترش آتوسا، موقعیت بلندپایه‌تری در دربار، تحت عنوان ملکه مادر یا مادر وارث داده شده باشد.

## مرگ
والریوس ماکسیموس نوشته است که او با وجود کمکی که به سلطنت رسیدن اردشیر سوم کرد در سال ۳۵۸ قبل از میلاد، مانند بسیاری از اعضای دیگر خانواده توسط اوخوس/اردشیر سوم به قتل رسید.

## تبارنامه
|                    |                    |                    |                    |                    |                    |  |  |                                  |                                  |                                  |                                  |                                  |                                  |  |  | داریوش دوم هشتمین شاهنشاه هخامنشی | داریوش دوم هشتمین شاهنشاه هخامنشی | داریوش دوم هشتمین شاهنشاه هخامنشی | داریوش دوم هشتمین شاهنشاه هخامنشی | داریوش دوم هشتمین شاهنشاه هخامنشی | داریوش دوم هشتمین شاهنشاه هخامنشی |  |  |                                |                                |                                |                                | پروشات ملکه                    | پروشات ملکه                    | پروشات ملکه | پروشات ملکه | پروشات ملکه                      | پروشات ملکه                      |                                  |                                  |                                  |                                  |  |  |                                                 |                                                 |                                                 |                                                 |                                                 |                                                 |  |  |       |       |       |       |       |       |  |  |  |  |  |  |  |  |  |  |  |  |  |  |  |  |  |  |  |  |  |  |  |  |  |  |
|                    |                    |                    |                    |                    |                    |  |  |                                  |                                  |                                  |                                  |                                  |                                  |  |  | داریوش دوم هشتمین شاهنشاه هخامنشی | داریوش دوم هشتمین شاهنشاه هخامنشی | داریوش دوم هشتمین شاهنشاه هخامنشی | داریوش دوم هشتمین شاهنشاه هخامنشی | داریوش دوم هشتمین شاهنشاه هخامنشی | داریوش دوم هشتمین شاهنشاه هخامنشی |  |  |                                |                                |                                |                                | پروشات ملکه                    | پروشات ملکه                    | پروشات ملکه | پروشات ملکه | پروشات ملکه                      | پروشات ملکه                      |                                  |                                  |                                  |                                  |  |  |                                                 |                                                 |                                                 |                                                 |                                                 |                                                 |  |  |       |       |       |       |       |       |  |  |  |  |  |  |  |  |  |  |  |  |  |  |  |  |  |  |  |  |  |  |  |  |  |  |
|                    |                    |                    |                    |                    |                    |  |  |                                  |                                  |                                  |                                  |                                  |                                  |  |  |                                   |                                   |                                   |                                   |                                   |                                   |  |  |                                |                                |                                |                                |                                |                                |             |             |                                  |                                  |                                  |                                  |                                  |                                  |  |  |                                                 |                                                 |                                                 |                                                 |                                                 |                                                 |  |  |       |       |       |       |       |       |  |  |  |  |  |  |  |  |  |  |  |  |  |  |  |  |  |  |  |  |  |  |  |  |  |  |
|                    |                    |                    |                    |                    |                    |  |  |                                  |                                  |                                  |                                  |                                  |                                  |  |  |                                   |                                   |                                   |                                   |                                   |                                   |  |  |                                |                                |                                |                                |                                |                                |             |             |                                  |                                  |                                  |                                  |                                  |                                  |  |  |                                                 |                                                 |                                                 |                                                 |                                                 |                                                 |  |  |       |       |       |       |       |       |  |  |  |  |  |  |  |  |  |  |  |  |  |  |  |  |  |  |  |  |  |  |  |  |  |  |
| استاتیرای یکم ملکه | استاتیرای یکم ملکه | استاتیرای یکم ملکه | استاتیرای یکم ملکه | استاتیرای یکم ملکه | استاتیرای یکم ملکه |  |  | اردشیر دوم نهمین شاهنشاه هخامنشی | اردشیر دوم نهمین شاهنشاه هخامنشی | اردشیر دوم نهمین شاهنشاه هخامنشی | اردشیر دوم نهمین شاهنشاه هخامنشی | اردشیر دوم نهمین شاهنشاه هخامنشی | اردشیر دوم نهمین شاهنشاه هخامنشی |  |  | کوروش کوچک مدعی تاج و تخت         | کوروش کوچک مدعی تاج و تخت         | کوروش کوچک مدعی تاج و تخت         | کوروش کوچک مدعی تاج و تخت         | کوروش کوچک مدعی تاج و تخت         | کوروش کوچک مدعی تاج و تخت         |  |  | آمستریس همسر برادر استیرای یکم | آمستریس همسر برادر استیرای یکم | آمستریس همسر برادر استیرای یکم | آمستریس همسر برادر استیرای یکم | آمستریس همسر برادر استیرای یکم | آمستریس همسر برادر استیرای یکم |             |             | اوستانوس پدربزرگ پدری داریوش سوم | اوستانوس پدربزرگ پدری داریوش سوم | اوستانوس پدربزرگ پدری داریوش سوم | اوستانوس پدربزرگ پدری داریوش سوم | اوستانوس پدربزرگ پدری داریوش سوم | اوستانوس پدربزرگ پدری داریوش سوم |  |  | هوخشتره پدر سی‌سی‌گامبیس پدربزرگ مادری داریوش سوم | هوخشتره پدر سی‌سی‌گامبیس پدربزرگ مادری داریوش سوم | هوخشتره پدر سی‌سی‌گامبیس پدربزرگ مادری داریوش سوم | هوخشتره پدر سی‌سی‌گامبیس پدربزرگ مادری داریوش سوم | هوخشتره پدر سی‌سی‌گامبیس پدربزرگ مادری داریوش سوم | هوخشتره پدر سی‌سی‌گامبیس پدربزرگ مادری داریوش سوم |  |  |       |       |       |       |       |       |  |  |  |  |  |  |  |  |  |  |  |  |  |  |  |  |  |  |  |  |  |  |  |  |  |  |
| استاتیرای یکم ملکه | استاتیرای یکم ملکه | استاتیرای یکم ملکه | استاتیرای یکم ملکه | استاتیرای یکم ملکه | استاتیرای یکم ملکه |  |  | اردشیر دوم نهمین شاهنشاه هخامنشی | اردشیر دوم نهمین شاهنشاه هخامنشی | اردشیر دوم نهمین شاهنشاه هخامنشی | اردشیر دوم نهمین شاهنشاه هخامنشی | اردشیر دوم نهمین شاهنشاه هخامنشی | اردشیر دوم نهمین شاهنشاه هخامنشی |  |  | کوروش کوچک مدعی تاج و تخت         | کوروش کوچک مدعی تاج و تخت         | کوروش کوچک مدعی تاج و تخت         | کوروش کوچک مدعی تاج و تخت         | کوروش کوچک مدعی تاج و تخت         | کوروش کوچک مدعی تاج و تخت         |  |  | آمستریس همسر برادر استیرای یکم | آمستریس همسر برادر استیرای یکم | آمستریس همسر برادر استیرای یکم | آمستریس همسر برادر استیرای یکم | آمستریس همسر برادر استیرای یکم | آمستریس همسر برادر استیرای یکم |             |             | اوستانوس پدربزرگ پدری داریوش سوم | اوستانوس پدربزرگ پدری داریوش سوم | اوستانوس پدربزرگ پدری داریوش سوم | اوستانوس پدربزرگ پدری داریوش سوم | اوستانوس پدربزرگ پدری داریوش سوم | اوستانوس پدربزرگ پدری داریوش سوم |  |  | هوخشتره پدر سی‌سی‌گامبیس پدربزرگ مادری داریوش سوم | هوخشتره پدر سی‌سی‌گامبیس پدربزرگ مادری داریوش سوم | هوخشتره پدر سی‌سی‌گامبیس پدربزرگ مادری داریوش سوم | هوخشتره پدر سی‌سی‌گامبیس پدربزرگ مادری داریوش سوم | هوخشتره پدر سی‌سی‌گامبیس پدربزرگ مادری داریوش سوم | هوخشتره پدر سی‌سی‌گامبیس پدربزرگ مادری داریوش سوم |  |  |       |       |       |       |       |       |  |  |  |  |  |  |  |  |  |  |  |  |  |  |  |  |  |  |  |  |  |  |  |  |  |  |
|                    |                    |                    |                    |                    |                    |  |  |                                  |                                  |                                  |                                  |                                  |                                  |  |  |                                   |                                   |                                   |                                   |                                   |                                   |  |  |                                |                                |                                |                                |                                |                                |             |             |                                  |                                  |                                  |                                  |                                  |                                  |  |  |                                                 |                                                 |                                                 |                                                 |                                                 |                                                 |  |  |       |       |       |       |       |       |  |  |  |  |  |  |  |  |  |  |  |  |  |  |  |  |  |  |  |  |  |  |  |  |  |  |
|                    |                    |                    |                    |                    |                    |  |  |                                  |                                  |                                  |                                  |                                  |                                  |  |  |                                   |                                   |                                   |                                   |                                   |                                   |  |  |                                |                                |                                |                                |                                |                                |             |             |                                  |                                  |                                  |                                  |                                  |                                  |  |  |                                                 |                                                 |                                                 |                                                 |                                                 |                                                 |  |  |       |       |       |       |       |       |  |  |  |  |  |  |  |  |  |  |  |  |  |  |  |  |  |  |  |  |  |  |  |  |  |  |
|                    |                    |                    |                    |                    |                    |  |  | آتوسا (دختر اردشیر دوم) ملکه     | آتوسا (دختر اردشیر دوم) ملکه     | آتوسا (دختر اردشیر دوم) ملکه     | آتوسا (دختر اردشیر دوم) ملکه     | آتوسا (دختر اردشیر دوم) ملکه     | آتوسا (دختر اردشیر دوم) ملکه     |  |  | اردشیر سوم دهمین شاهنشاه هخامنشی  | اردشیر سوم دهمین شاهنشاه هخامنشی  | اردشیر سوم دهمین شاهنشاه هخامنشی  | اردشیر سوم دهمین شاهنشاه هخامنشی  | اردشیر سوم دهمین شاهنشاه هخامنشی  | اردشیر سوم دهمین شاهنشاه هخامنشی  |  |  | داریوش شاهزاده                 | داریوش شاهزاده                 | داریوش شاهزاده                 | داریوش شاهزاده                 | داریوش شاهزاده                 | داریوش شاهزاده                 |             |             | آریاسپ شاهزاده                   | آریاسپ شاهزاده                   | آریاسپ شاهزاده                   | آریاسپ شاهزاده                   | آریاسپ شاهزاده                   | آریاسپ شاهزاده                   |  |  | آماستری                                         | آماستری                                         | آماستری                                         | آماستری                                         | آماستری                                         | آماستری                                         |  |  | آرشام | آرشام | آرشام | آرشام | آرشام | آرشام |  |  |  |  |  |  |  |  |  |  |  |  |  |  |  |  |  |  |  |  |  |  |  |  |  |  |
|                    |                    |                    |                    |                    |                    |  |  | آتوسا (دختر اردشیر دوم) ملکه     | آتوسا (دختر اردشیر دوم) ملکه     | آتوسا (دختر اردشیر دوم) ملکه     | آتوسا (دختر اردشیر دوم) ملکه     | آتوسا (دختر اردشیر دوم) ملکه     | آتوسا (دختر اردشیر دوم) ملکه     |  |  | اردشیر سوم دهمین شاهنشاه هخامنشی  | اردشیر سوم دهمین شاهنشاه هخامنشی  | اردشیر سوم دهمین شاهنشاه هخامنشی  | اردشیر سوم دهمین شاهنشاه هخامنشی  | اردشیر سوم دهمین شاهنشاه هخامنشی  | اردشیر سوم دهمین شاهنشاه هخامنشی  |  |  | داریوش شاهزاده                 | داریوش شاهزاده                 | داریوش شاهزاده                 | داریوش شاهزاده                 | داریوش شاهزاده                 | داریوش شاهزاده                 |             |             | آریاسپ شاهزاده                   | آریاسپ شاهزاده                   | آریاسپ شاهزاده                   | آریاسپ شاهزاده                   | آریاسپ شاهزاده                   | آریاسپ شاهزاده                   |  |  | آماستری                                         | آماستری                                         | آماستری                                         | آماستری                                         | آماستری                                         | آماستری                                         |  |  | آرشام | آرشام | آرشام | آرشام | آرشام | آرشام |  |  |  |  |  |  |  |  |  |  |  |  |  |  |  |  |  |  |  |  |  |  |  |  |  |  |
|                    |                    |                    |                    |                    |                    |  |  |                                  |                                  |                                  |                                  |                                  |                                  |  |  |                                   |                                   |                                   |                                   |                                   |                                   |  |  |                                |                                |                                |                                |                                |                                |             |             |                                  |                                  |                                  |                                  |                                  |                                  |  |  |                                                 |                                                 |                                                 |                                                 |                                                 |                                                 |  |  |       |       |       |       |       |       |  |  |  |  |  |  |  |  |  |  |  |  |  |  |  |  |  |  |  |  |  |  |  |  |  |  |
|                    |                    |                    |                    |                    |                    |  |  |                                  |                                  |                                  |                                  |                                  |                                  |  |  |                                   |                                   |                                   |                                   |                                   |                                   |  |  |                                |                                |                                |                                |                                |                                |             |             |                                  |                                  |                                  |                                  |                                  |                                  |  |  |                                                 |                                                 |                                                 |                                                 |                                                 |                                                 |  |  |       |       |       |       |       |       |  |  |  |  |  |  |  |  |  |  |  |  |  |  |  |  |  |  |  |  |  |  |  |  |  |  |
|                    |                    |                    |                    |                    |                    |  |  | ارشک یازدهمین شاهنشاه هخامنشی    | ارشک یازدهمین شاهنشاه هخامنشی    | ارشک یازدهمین شاهنشاه هخامنشی    | ارشک یازدهمین شاهنشاه هخامنشی    | ارشک یازدهمین شاهنشاه هخامنشی    | ارشک یازدهمین شاهنشاه هخامنشی    |  |  | پروشات همسر اسکندر                | پروشات همسر اسکندر                | پروشات همسر اسکندر                | پروشات همسر اسکندر                | پروشات همسر اسکندر                | پروشات همسر اسکندر                |  |  |                                |                                |                                |                                |                                |                                |             |             |                                  |                                  |                                  |                                  |                                  |                                  |  |  |                                                 |                                                 |                                                 |                                                 |                                                 |                                                 |  |  |       |       |       |       |       |       |  |  |  |  |  |  |  |  |  |  |  |  |  |  |  |  |  |  |  |  |  |  |  |  |  |  |

## فرضیه یکسان بودن با همای چهرزاد
گمان می‌رود که آتوسا دختر اردشیر دوم همان همای چهرزاد پادشاه کیانی در شاهنامه است. همای دختر بهمن بود که پس از پدرش به پادشاهی رسید. بهمن او را به زنی گرفت و چون در زمان بارداری دخترش جان سپرد، پادشاهی را به همای داد. شباهت‌های شخصیت همای چهرآزاد با آتوسا بسیار نمایان است.

همای به همسری پدرش بهمن درآمد. درست همانگونه که آتوسا با اردشیر دوم ازدواج کرد. در شاهنامه در وصف به تخت نشستن همای آمده است:
| به بیماری اندر بمرد اردشیر |  | همی بود بیکار تاج و سریر |
| همای آمد و تاج بر سر نهاد  |  | یکی راه و آیین دیگر نهاد |

همانگونه که دیده می‌شود، فردوسی بهمن را با نام اردشیر خوانده است. نکته دیگر این است که بهمن با عنوان کی اردشیرِ درازدست نیز در برخی منابع یاد شده است. حال جالب اینجاست که اردشیر یکم هخامنشی نیز با همان لقب درازدست توسط یونانیان یاد شده و یونانیان به او Makrocheir می‌گفتند و این لقب نه به خاطر دست‌های دراز، بلکه به خاطر نفوذ بسیار زیاد او در سرزمین‌های مختلف به او داده شده است. حتی می‌توان بهمن را اینجا با اردشیر دوم یکی دانست و اینگونه برداشت کرد که واژه منِمون (لقبی که یونانیان به اردشیر دوم داده‌اند، به معنای باهوش) یونانی شده شکل پارسی باستان بهمن یا وهمن باشد.